# Gobioides
Gobioides – rodzaj ryb z rodziny babkowatych.

## Klasyfikacja
Gatunki zaliczane do tego rodzaju:
- Gobioides africanus
- Gobioides broussonnetii
- Gobioides grahamae
- Gobioides peruanus
- Gobioides sagitta